# Встреча Марии и Елизаветы
Встреча Марии и Елизаветы, Посещение Марии (лат. Visitatio Mariae) — встреча Девы Марии и Праведной Елизаветы, состоявшаяся несколько дней спустя после Благовещения; описана в Евангелии от Луки (Лк. 1:39-56).
В Католической церкви это событие вспоминается на празднике Посещения Пресвятой Девы Марии 31 мая (ранее до 1969 года — 2 июля).

## Рассказ евангелиста Луки
Согласно Евангелию от Луки, узнав при Благовещении от архангела Гавриила о том, что её немолодая бездетная двоюродная сестра Елизавета наконец-то беременна, Дева Мария немедленно отправилась из Назарета навестить её в «город Иудин» (Лк. 1:39). Евангелие описывает встречу так:

Когда Елисавета услышала приветствие Марии, взыграл младенец во чреве её; и Елисавета исполнилась Святаго Духа, и воскликнула громким голосом, и сказала: благословенна Ты между женами, и благословен плод чрева Твоего! И откуда это мне, что пришла Матерь Господа моего ко мне? Ибо когда голос приветствия Твоего дошёл до слуха моего, взыграл младенец радостно во чреве моем. И блаженна Уверовавшая, потому что совершится сказанное Ей от Господа.
— Лк. 1:41-45
Таким образом, Елизавета стала первым человеком, провозгласившим Богоматери её будущее. Слова приветствия Елизаветы вошли в состав известной христианской молитвы, называемой в православии Песнь Пресвятой Богородицы, а в католицизме Радуйся, Мария. В ответ Дева Мария произнесла величественный благодарственный гимн, начинающийся со слов «Величит душа Моя Господа» (Лк. 1:46-55), известный в западной традиции как Магнификат. В Русской Церкви эта Песнь поется почти всегда во время утрени перед пением 9-й песни канона праздника. Исключение составляют только Двунадесятые праздники, во время которых вместо этой Песни поются особые припевы (обычно начинаемые словами «Величай, душе моя…»).
Согласно Евангелию, Мария прожила в доме Захарии и Елизаветы около трех месяцев и вернулась в Назарет незадолго до рождения Иоанна Крестителя.
В Русской Православной Церкви Евангельский рассказ об этом событии читается каждый раз на всенощном бдении при праздновании Богородичных праздников.

## Место встречи
Согласно православному и католическому преданию местом встречи был дом Захарии и Елизаветы в селении, которое сейчас называется Эйн Карем и является западным пригородом Иерусалима. На месте этого дома построена католическая Церковь Посещения и основан францисканский монастырь. Чуть выше по склону, примерно в двадцати метрах от Церкви Посещения, за оградой, располагается подземный храм в честь Иоанна Крестителя русского Горненского монастыря.

## В изобразительном искусстве
Этот сюжет, достаточно простой по иконографии, встречается как в католическом, так и в православном искусстве. Известен с V века (равеннский саркофаг) — женщины просто разговаривают. Позже сцена чуть усложняется и наполняется знаками: женщины могут обниматься, усложняются интерьеры, вводятся служанки, святой Захарий или Иосиф.
Интересный момент — так как Елизавета замужняя женщина, а Мария — Дева (Её обручение с Иосифом состоялось, но сам брак ещё не был заключён), то в большинстве изображений Елизавета изображена в головном уборе, полностью закрывающем волосы, а волосы Марии могут быть распущены, как знак её незамужнего статуса.

## Галерея
- Картина Гирландайо
- Картина Пьеро ди Козимо
- Фреска в монастыре Matris Domini, Бергамо
- Мастер Литомержицкого алтаря. Створка Страговского алтаря.
- Чирчубёвурские скамьи.

В миниатюрах православных рукописей младенцы Иоанн и Иисус могут быть изображены в чревах матерей в медальонах. Иконография этого сюжета необычайно устойчива: сложившись в основных чертах в VI веке, она сохранилась в России до XIX века. Эпизод встречи Марии и Елизаветы — сюжет обязательный для богородичных циклов и потому частый в стенных росписях.

## Праздник
Празднование дня Встречи (чаще используется термин «Посещение») имеет средневековое происхождение. Он отмечался францисканским орденом ещё до 1263 г., когда он был письменно рекомендован Святым Бонавентурой. Благодаря влиянию ордена он распространился, но всецерковное одобрение он получил только в 1389 г., по приказу Урбана VI.
Ранее отмечался 2 июля, потом дата была уточнена и перенесена на 31 мая, чтобы попасть между Благовещением и рождением Иоанна. Тем не менее, в некоторых Церквях она осталась фиксированной на прежней дате.
В честь праздника Посещения была названа женская монашеская конгрегация визитанток, созданная в 1610 году святым Франциском Сальским и святой Иоанной де Шанталь.

### В Горненском монастыре
По просьбе архимандрита Антонина (Капустина), Святейший Синод Русской православной церкви указом от 5 августа 1883 года благословил совершать в Горненском монастыре праздник — «Целование Мариино, или Прихождение Божией Матери в Горний град Иудов». Он празднуется через пять дней после Благовещения — 30 марта (12 апреля), если только этот день не попадает на Страстную неделю, тогда он переносится на четверг или пятницу Светлой седмицы. Богослужебное последование праздника включено в месячные минеи, изданные Издательским Советом Русской Православной Церкви в 2002 году.